# Дарново (Поморське воєводство)
Дарново (пол. Darnowo, нім. Börnen) — село в Польщі, у гміні Кемпиці Слупського повіту Поморського воєводства.
Населення — 108 осіб (2011).
У 1975-1998 роках село належало до Слупського воєводства.

## Демографія
Демографічна структура станом на 31 березня 2011 року:
|          | Загалом | Допрацездатний вік | Працездатний вік | Постпрацездатний вік |
| -------- | ------- | ------------------ | ---------------- | -------------------- |
| Чоловіки | 63      | 13                 | 41               | 9                    |
| Жінки    | 45      | 11                 | 28               | 6                    |
| Разом    | 108     | 24                 | 69               | 15                   |